# Maria Baldan
Maria Baldan (Dolo, 1930 – Dolo, 18 ottobre 2019) è stata un'artista italiana.

## Biografia
Nasce a Dolo (VE) da famiglia borghese. Si è diplomata all'Accademia di Belle Arti di Venezia sotto la guida di Giuseppe Santomaso. In quegli anni frequenta l'ambiente veneziano con Viani, Vedova, Cesetti, Saetti.
Fin dall'inizio della sua carriera Maria Baldan si dedica allo studio della natura, che ricorre nelle proprie opere sviluppandosi in filoni di influenza spesso spazialista, raggiungendo una personale sintesi di arte informale e tradizione veneta. Allo stesso maestro dello spazialismo Lucio Fontana la Baldan dedicherà una sua opera esposta all'Hotel Ancora di Cortina, durante una sua personale negli anni '90. 
Il percorso artistico di Maria Baldan si sviluppa soprattutto dal punto di vista intellettuale e filosofico con l'astrazione delle forme naturali e la fluidità del passaggio delle stesse ad altri tipi morfologici e archetipi formali e geometrici.
Negli anni sperimenterà differenti tipi di approcci metodici al suo tema ricorrente, passando dalle grafiche, alle sculture, fino ai gioielli . La sua carriera la porterà a conoscere e frequentare Carlo Cardazzo e gli artisti che ruotarono attorno alla medesima e importante galleria milanese: espone in mostre minori ad inviti con artisti e amici come Milena Milani, Remo Bianco.

## Gli anni della grafica
Negli anni '60 e '70 si dedica alla ricerca sulle grafiche e le acqueforti, che le porterà molte soddisfazioni e riconoscimenti internazionali. Risale al 1961 il Premio per l'Incisione "Bevilacqua La Masa"; nel 1964 parteciperà alla XXXII Biennale d'Arte di Venezia . Nel 1965 partecipa alla Quadriennale di Roma e nello stesso anno partecipa su invito con altri artisti italiani ad uno scambio culturale con un viaggio in Unione Sovietica. Nel 1968 ha esposto le sue opere nel Museo d'arte Moderna di New York.
In questi anni, contemporaneamente, hanno luogo anche le esposizioni nelle gallerie di Carlo Cardazzo, Gian Ferrari (Milano), Catherine Viviano (New York), Il Cavallino (Venezia).

## La ricerca spaziale
Negli anni '80 inizia a dedicarsi allo studio delle composizioni plastiche, facendo ricorso a metalli e a superfici specchianti applicati su pannelli dipinti. L’opera artistica esplora il rapporto dell’uomo con il mondo della natura questa volta in modo molto più fisico, rispetto ai primi anni: non è più la carta il mezzo espressivo per eccellenza ma il metallo in cui si trasformano gli elementi fondamentali dell’acqua e della terra. I colori blu, rosso e nero delle tempere, l'acciaio trattato a specchio, oppure a sassi o rami, smaterializzati e astrattizzati vengono illustrati ed esposti in un contesto completamente asettico, molto grafico ma molto evocativo.
Con queste opere, nel 1994 viene invitata alla "IV Biennale Donna" di Ferrara ed espone al Palazzo dei Diamanti.

Dal 1988 fa parte del direttivo dell'Associazione Moderata Fonte  insieme ad altre artiste venete.